# Assumption College for Sisters
L'Assumption College for Sisters è un'università privata di indirizzo cattolico con sede a Denville, nello stato americano del New Jersey.
Il college fu fondato nel 1953 dalle suore della carità cristiana per la formazione delle religiose della congregazione.